# Záříčí
Záříčí (en allemand : Zarzitz, de 1939 à 1945 : Sarschitz) est une commune du district de Kroměříž, dans la région de Zlín, en République tchèque. Sa population s'élevait à 746 habitants en 2025.

## Géographie
Záříčí se trouve à 11 km au nord-ouest de Kroměříž, à 29 km au nord-ouest de Zlín, à 59 km au nord-est de Brno et à 224 km à l'est-sud-est de Prague.
La commune est limitée par Troubky à l'ouest et au nord-ouest, par Bochoř au nord-est, par Vlkoš à l'est, par Chropyně au sud et par Kojetín et Uhřičice au sud-ouest.

## Histoire
La première mention écrite du village date de 1261.

## Transports
Par la route, Záříčí se trouve à 12 km de Kroměříž, à 16 km de Přerov, à 38 km de Zlín, à 69 km de Brno et à 275 km de Prague.

## Source
- (cs) Cet article est partiellement ou en totalité issu de l’article de Wikipédia en tchèque intitulé « Záříčí » (voir la liste des auteurs).